# Mari Otberg
Marion „Mari“ Otberg (* 12. Juni 1969 in Stuttgart) ist eine deutsche Modedesignerin, bildende Künstlerin und Illustratorin.

## Leben
Nach einer Schneiderlehre bei dem Textilunternehmen Steilmann studierte Mari Otberg Modedesign und Illustration in Bremen und Hamburg. Von 1997 bis 2001 lebte sie in London, wo sie 1997 Assistentin von Vivienne Westwood war. Nebenbei arbeitete sie als Illustratorin für britische Zeitschriften. 1998 gründete sie ihre eigene Modelmarke JustMariOt. In London traf sie bei einer gemeinsamen Taxifahrt die amerikanische Modekritikerin Suzy Menkes, die Otberg mit ihrer Digitalkamera fotografierte und anschließend ihre Entwürfe im International Herald Tribune besprach. 2001 präsentierte sie ihre Kollektion mit dem Titel „Pearl in a Battlefield“ im Goethe-Institut in London.
2002 verlegte sie ihren Firmensitz und den Showroom ihres Labels nach Berlin. Ab 2006 präsentierte sie ihre Mode auf der Berlin Fashion Week. Ihren Kollektionen gab sie Titel wie „Mephistos Muse,“ „Mental Millionaires“ oder „I want to be... Sans Souci“. Ihre Kleider „erzählen heitere Geschichten aus glücklichen Zeiten“, so Bettina Musall in Der Spiegel. Wer ein Otberg-Kleid kaufe, erwerbe zuallererst ein Lebensgefühl. Otbergs Mode wurde in Japan, Italien, Großbritannien und New York verkauft und unter anderem von den Schauspielerinnen Susan Sarandon und Jessica Schwarz getragen. Anlässlich der Berliner Modewoche 2007 zeigte sie zu Ehren der im selben Jahr verstorbenen Stil-Ikone Isabella Blow, die sie London noch selbst erlebt hatte, zusammen mit dem Fotografen Mariano Scopel und dem Kurator Marcel Hertel ihre Collage No more blow, eine „Selbstmordgeschichte aus Fotos und Grafiken“.
Auf Druck des Hotelunternehmens Marriott musste Mari Otberg 2008 ihr Label JustMariOt wegen der Namensähnlichkeit aufgeben. Seitdem widmet sie sich ihrem künstlerischen Werk, das Buchillustrationen, Zeichnungen, Handstickereien und Wandteppiche  umfasst. In Wien gestaltete sie die Auslagen für den Demel und Etiketten für Vöslauer. Zu Gunsten der Deutschen AIDS-Stiftung entwarf sie T-Shirts und Kondom-Packungen. 2013 waren in der Ausstellung Well Grounded: Experiments in Contemporary Rug Art ihre Wandteppiche neben Werken von Daniel Buren, Jan Kath und anderen in der Stilwerk Design Gallery im Stilwerk in Hamburg zu sehen.
Zu Michael Stavaričs Roman Königreich der Schatten schuf sie „surreal anmutende(n) Illustrationen“, schrieb Anja Hirsch 2013 in Die Zeit. „Die Künstlerin tänzelt mit ihren leicht verzerrten Perspektiven und bleistiftfein gezeichneten Bildausschnitten auf dem doppelten Boden, den der Autor ihr mit seinen Texten bereitet hat.“
Mari Otberg lebt und arbeitet als freie Künstlerin in Wien.

## Werke
- Illustrationen zum Roman: Michael Stavarič: Königreich der Schatten. Beck, München 2013, ISBN 978-3-406-65389-6.
- Mari(e) geht aus. Illustrationen zur Erzählung von Georges Bataille: Der Tote. Konkursverlag Gehrke, Tübingen 2008, ISBN 978-3-88769-377-0.

Ausstellungskataloge
- Sin(n): Mari Otberg. Drawings from 2009–2012. Anlässlich der Ausstellung „Must Make Sin(n)?“ von Mari Otberg und Christian Stock, Bibliothek der Provinz, Weitra 2012, ISBN 978-3-99028-110-9.
- Ain’t no mountain high enough, hrsg.: Mari Otberg, Hirmer Verlag, München 2021, ISBN 978-3-7774-3822-1